# 方润南
方润南（1942年12月—2009年11月27日），男，江苏人，中国动画导演，中国中央电视台导演，曾任上海美术电影制片厂厂长。